# Jean Leclerc de Pulligny
Pour les autres membres de la famille, voir Famille Le Clerc.
 (mars 2012).
Si vous disposez d'ouvrages ou d'articles de référence ou si vous connaissez des sites web de qualité traitant du thème abordé ici, merci de compléter l'article en donnant les références utiles à sa vérifiabilité et en les liant à la section « Notes et références ».
Jean Leclerc de Pulligny, ou Le Clerc de Pulligny (9 novembre 1859 au château du Chesnay-Haguest à Écos - 7 avril 1939 à Antibes), est un polytechnicien français, diplômé de l'École nationale des ponts et chaussées. Impliqué dans la sociologie du travail, puis dans la photographie, il achève sa carrière comme inspecteur général des ponts et chaussées.

## Biographie

### Jeunesse
En 1860, son père, Félix Leclerc de Pulligny, voyageur et savant, et son oncle Victor sont autorisés par décret impérial à ajouter à leur nom patronymique celui de Pulligny. La mère de Jean est Sophie Huvé de Garel.
Jean Leclerc de Pulligny entre à l'École polytechnique le 1er novembre 1878 (13e sur 236 admis). Il sort de l'école 33e sur 235, ce qui lui permet d'intégrer le service des ponts et chaussées en octobre 1880,. Il en sort diplômé en 1882.

### Charité publique et charité privée
Jean Le Clerc de Pulligny est ingénieur des ponts et chaussées, mais il se soucie beaucoup de la situation du prolétariat. Il participe au congrès international de la Charity Organization Society de 1896 à Genève. Détaché depuis septembre 1893 et en poste au ministère du commerce, responsable de la police sanitaire et industrielle. Jean Le Clerc de Pulligny représente l'office du travail au congrès de la société internationale pour l'étude des questions d'assistance.
Il est un leplaysien dissident actif à la société d'économie sociale. Il y reprend exactement les principes et la méthode de la « charité scientifique » : réaliser une enquête avant toute attribution de secours, faire de la disposition à travailler la pierre de touche de toute aide aux indigents valides, diriger ceux-ci vers des œuvres privées d'assistance par le travail, favoriser la collaboration de tous les éléments charitable publics et privés. Il est rédacteur en chef, gérant du Bulletin de l'Office du Travail en 1896, et secrétaire de la commission d'hygiène industrielle instituée par le ministre du Commerce Alexandre Millerand par arrêté du 11 décembre 1900. En 1902, Pulligny propose à la publication dans les Cahiers de la Quinzaine (directeur : Charles Péguy) un article intitulé « Les Poisons industriels, Hygiène industrielle générale ». Pulligny est répertorié comme contributeur régulier et livre ses points de vue à Péguy. Deux articles dans le 5e cahier de la 7e série figurent sous le nom de plume de Jean Le Clerc, extraits du  bulletin de l'office du travail.
En 1904, il traduit en français Un nouveau catéchisme, catéchisme rationaliste d'un Américain d'origine arménienne, Mangasarian (op. cit.). Trois ans plus tard, il figure au nombre des créateurs de l'union de libres penseurs et de libres croyants pour la culture morale que préside Gabriel Séailles. Jean Leclerc de Pulligny, franc-maçon, s'intéresse à l'histoire des religions. L'association regroupe des libres penseurs occupant de hautes responsabilités dans l'administration et des protestants libéraux. Il est cité comme « fermement attaché aux valeurs de la libre pensée ».
En janvier 1908, Pulligny prend l'initiative, avec un petit groupe de penseurs et de savants, de rencontrer le ministre de l'Instruction publique, Gaston Doumergue. La délégation lui demande de faire insérer dans le budget et dans la loi de finances en préparation les crédits nécessaires pour organiser dans les principales universités de France un enseignement de l'histoire générale des religions. Le ministre, confirmant les assurances données précédemment sur le sujet par Aristide Briand, répond favorablement à la demande.
Alfred Loisy a conservé les correspondances de Leclerc vers lui, entre décembre 1903 et avril 1938.
Du 8 au 13 octobre 1923, il participe au congrès international de l'histoire des religions tenu pour le centenaire de la naissance d'Ernest Renan.
Au Vésinet, il a créé avec sa femme une œuvre de soutien aux étudiantes pauvres, logées et nourries pendant plusieurs décennies, dans leur villa Trianette (une quinzaine de personnes). En juillet 1992, un article du Radical traite de cette œuvre dans ses colonnes.

### La situation de la classe ouvrière
Ancêtre de l'Inspection de l'environnement, le comité consultatif des arts et manufactures est le bras armé de l'État en matière de « protection légale des travailleurs ». Il a été institué par un décret du 18 octobre 1880 ; Leclerc de Pulligny en devient membre et le secrétaire,.
À ce titre, en 1897, on lui doit un rapport sur les conditions d'hygiène dans les filatures de lin. Son étude débouche en 1906 sur une circulaire sur les vestiaires.
En 1908, Jean Leclerc de Pulligny participe au Traité d'hygiène en coordonnant la rédaction du fascicule VII consacré à l'hygiène industrielle générale avec Charles Boulin, sous l'égide des professeurs André Chantemesse et Ernest Mosny.

### Un pictorialiste

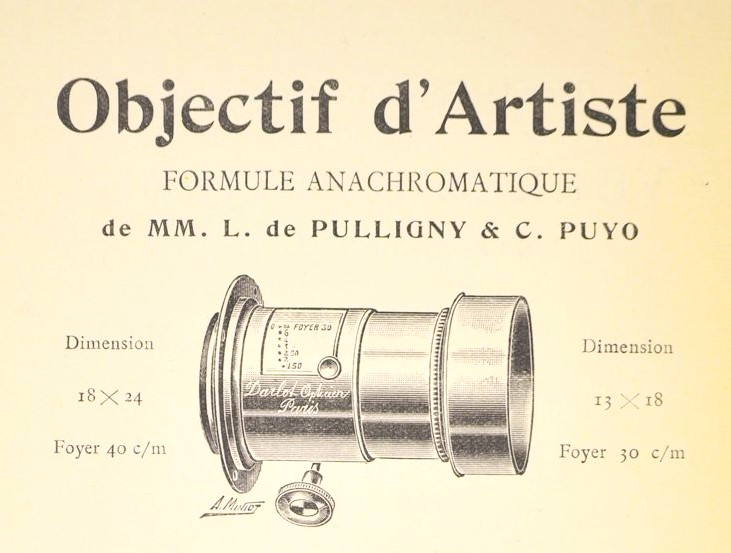
Vue de l'objectif à paysage.

Leclerc de Pulligny est un photographe amateur. Il met au point avec Constant Puyo un objectif photographique tirant parti des aberrations optiques pour obtenir le flou artistique. Émile Joachim Constant Puyo, dit le commandant Puyo (1857-1933), a fait comme Leclerc de Pulligny ses études à Polytechnique. Il met au point des objectifs et téléobjectifs anachromatiques. Dans les années 1900, Leclerc de Pulligny travaille avec Puyo sur la théorie chromatique. Ensemble, ils écrivent Les Objectifs d'artistes (op. cit.).
Il adhère aux associations de photographes amateurs : photo-club de Paris (1902), comme Puyo ; puis la société française de photographie. De Pulligny comme Puyo, avec Robert Demachy et Louis-Victor Emmanuel Sougez sont « les pères d'une école française de photographie », selon René Servant.
Le produit phare mis au point porte le nom commercial de Adjustable Landscape Lens (objectif à paysage) et est développé par l'opticien parisien Alphonse Darlot,, installé 14, rue Chapon puis au 125, boulevard Voltaire.

### Missions professionnelles
Il est directeur général de la « société de dragage d'extrême orient », créée pour mener à bien les travaux du port de Pernambouc à partir de 1909 (50 millions de travaux sur 5 ans). L'ossature financière du projet repose sur la création, le 2 février 1909, de la « société de construction du port de Pernambouc » (Edmond Bartissol membre), dans laquelle Leclerc figure à titre de conseiller technique aux côtés de son camarade Édouard Quellenec (ingénieur-conseil du canal de Suez). C'est à ce titre qu'il se voit promu officier de la Légion d'honneur le 4 août 1909, sur proposition du ministre du Commerce. Rentré en Europe au moins depuis septembre 1910, il se fait remettre ses insignes par Arthur Fontaine le 9 novembre à Paris.
Jean Leclerc de Pulligny est chargé de diriger la Mission française d'ingénieurs aux États-Unis, de septembre 1911 à août 1914, organisée par Marcel Sembat, ministre des Travaux publics.
En mars 1913, lors de la seconde convention nationale des Good Roads Federal-Aid, à Washington (district de Columbia), Leclerc de Pulligny développe devant son auditoire les méthodes françaises de construction des routes, les comparant de façon peu flatteuse à celles mises en œuvre aux États-Unis. Il rend compte en janvier-février 1914 dans les annales des ponts et chaussées de la construction du Barge Canal, ouvrage qu'il compare par son ampleur au canal de Panama.
Durant la Première Guerre mondiale, Leclerc de Pulligny commande un bataillon du génie. Il est grièvement blessé et obtient la croix de guerre.
Puis il est le délégué rapporteur pour la France à l'Exposition internationale de Panama-Pacific tenue à San Francisco (septembre-octobre 1915).
Il poursuit, durant sa retraite, des recherches sur la dessiccation des mollusques, dans l'espoir d'obtenir des poudres protéinées susceptibles de lutter contre la dénutrition. En 1922, sa femme meurt à Paris (7e), dans un appartement sis 49 rue Barbet-de-Jouy.
En 1923, il occupe le grade fonctionnel d'inspecteur général des ponts et chaussées.
En décembre 1926, sa participation à un concours pour favoriser la consommation de poisson de mer en France lui vaut une première médaille. Il habite alors la villa L'Enclos, route du Cap (actuel 5 boulevard du Maréchal-Leclerc), à Antibes où il s'est installé. Il meurt le 7 avril 1939 à son domicile du 3 chemin des Cèdres. Jean Leclerc de Pulligny est inhumé au cimetière du Vésinet avec sa femme Théodora, sa fille Dora et, depuis 2012, sa petite-fille Alberte de Bollardière, née de Jouffroy d'Abbans.
La société Ernest Renan lui rend hommage lors de sa séance du 29 avril.

## Mariage et descendance

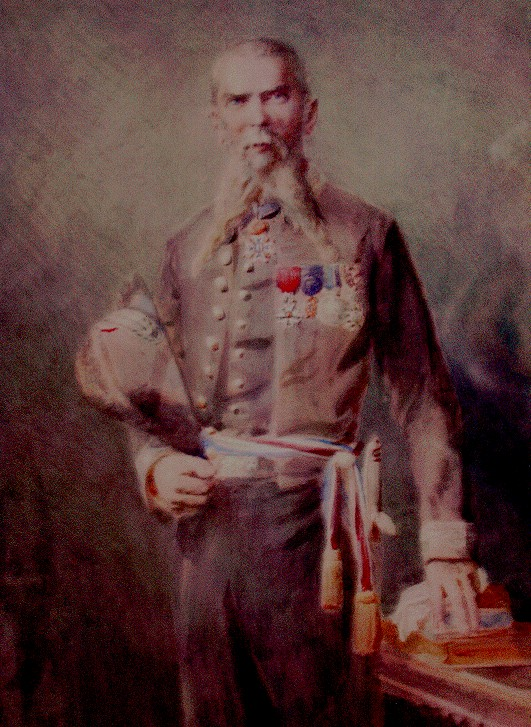
Leclerc de Pulligny père.

Jean Leclerc de Pulligny se marie le 24 janvier 1884 à Paris avec Théodora Françoise Lucassen (1860-1922 à Thonon), fille de Théodore Reinier Lucassen et Magdalena van Braam-Morris. Ils ont quatre filles, Dora Leclerc de Pulligny (1883-1889), Henriette de Pulligny de Chevilly, Marie-Claire de Jouffroy d'Abbans et Jeanne du Mesnil du Buisson.

## Œuvre
- Florentin Leclerc, Le But de la vie (présentation en ligne).
- Le Congrès des ingénieurs à l'Exposition de San-Francisco et l'achèvement du Canal de Panama, vol. Extrait des Mémoires de la Société, t. Société des ingénieurs civils de France, Paris, coll. « Bulletin », mai 1917, 69 p. (présentation en ligne).
- Création d'un service départemental de désinfection : rapport de la commission nommée par arrêté de M. le préfet des Bouches-du-Rhône en date du 18 juillet 1892, t. Extrait du Marseille médical, Marseille, Barlatier et Barthelet, 1893 (présentation en ligne).
- avec Pierre Boulin, Maurice Courtois-Suffit, Charles Lévi-Sirugue, Jules Courmont, Traité d'hygiène : Hygiène industrielle, vol. VII, Paris (19, rue Hautefeuille), Jean-Baptiste Baillière et fils, 1908, 610 p. (présentation en ligne, lire en ligne).
- Ministère des Travaux publics. Quatrième Congrès international de navigation intérieure, tenu à Manchester en 1890 : Canal maritime de Manchester, Paris, Imprimerie nationale, 111 p. (présentation en ligne).
- Note sur les marées de la Méditerranée et le marégraphe de Marseille : avec un appendice sur le niveau moyen des mers en Europe, Marseille, Barlatier et Barthelet, 1891, 19 p. (présentation en ligne).
- Les Objectifs d'artistes : pratique et théorie des objectifs et téléobjectifs anachromatiques  (Constant Puyo), Paris, Photo-club de Paris, coll. « Bibliothèque de la Revue française de photographie », 1906, 142 p. (présentation en ligne, lire en ligne).
- Pour les médecins automobilistes : le pouls au chronographe, Paris, Masson, 1925, 7 p. (présentation en ligne).
- Mangasar Mugwiditch Mangasarian (trad. Leclerc de Pulligny, préf. Émile Vandervelde), Un nouveau catéchisme [« A new catechism »], Paris, 127 p. (présentation en ligne).